# Pimozid
Pimozid (Handelsname Orap) ist ein Arzneistoff aus der Gruppe der Antipsychotika der ersten Generation, der in Form von Tabletten in der Behandlung von chronischen Psychosen des schizophrenen Formenkreises eingesetzt wird.

## Klinische Angaben

### Dosierung, Art und Dauer der Anwendung
Orap steht in den Stärken 1 mg und 4 mg zur Verfügung. Die Therapie wird mit niedrigen Dosen begonnen, die bis zur vom Arzt festzulegenden Erhaltungsdosis gesteigert werden (in der Erwachsenentherapie üblicherweise 2 bis 12 mg pro Tag).

### Gegenanzeigen (Kontraindikationen)
Das Arzneimittel darf nicht angewendet werden bei Zuständen, die mit einer schweren Dämpfung des zentralen Nervensystems einhergehen, bei bestimmten vorbestehenden Herzerkrankungen sowie Störungen des Elektrolythaushaltes. Es fand sich eine erhöhte Mortalität bei älteren Menschen mit Demenz-Erkrankungen, weshalb das Medikament nicht bei Patienten mit Demenzerkrankung zugelassen ist.
Die gleichzeitige Einnahme von Arzneimitteln, die die Cytochrome CYP3A4 und CYP2D6 hemmen führt zu höheren Wirkspiegeln und unerwünschten Arzneimittelwirkungen, Induktoren dieser Enzyme zu einem verstärkten Abbau.
Die gleichzeitige Anwendung mit Serotonin-Wiederaufnahmehemmern wie Sertralin, Paroxetin, Citalopram oder Escitalopram ist aufgrund der serotonergen Wirkung kontraindiziert.

### Anwendung während Schwangerschaft und Stillzeit
Pimozid ist in der Schwangerschaft nur nach strenger Abwägung des Nutzen-Risiko-Verhältnisses anzuwenden, da das potentielle Risiko für den Menschen unbekannt ist. Pimozid geht in die Muttermilch über, unter einer Behandlung sollte daher nicht gestillt werden.

### Besondere Patientengruppen (Diabetiker, Nierenkranke)
Besondere Vorsicht ist geboten bei der Behandlung von Patienten mit endogenen Depressionen, Parkinson-Krankheit, Lebererkrankungen oder Krampfanfällen.

### Unerwünschte Wirkungen (Nebenwirkungen)
Die unerwünschten Wirkungen sind vorwiegend psychiatrischer Art (Schlaflosigkeit, Angst) oder betreffen das Nervensystem (Schläfrigkeit, Kopfschmerzen).
Es wurde im Zusammenhang mit Antipsychotika über kardiale Effekte wie Verlängerung der QT-Zeit im EKG, Torsade de Pointes-Tachykardie, ventrikuläre Arrhythmien einschließlich Kammerflimmern, ventrikulärer Tachykardie und Herzstillstand berichtet. Weiter traten ungeklärte plötzliche Todesfälle auf.
Spezifisch für Pimozid sind Nebenwirkungen wie Erektile Dysfunktion, Erschöpfung, Gewichtszunahme, Nykturie und Pollakisurie und Überfunktion der Talgdrüsen häufig, Hyperhidrose sehr häufig.

## Pharmakologische Eigenschaften

### Wirkungsmechanismus (Pharmakodynamik)
Die Wirkung kommt vermutlich über eine postsynaptische Besetzung von Dopamin-Rezeptoren zustande, die präsynaptisch eine erhöhte Dopaminfreisetzung stimulieren. Diese erhöhte Dopaminfreisetzung ist offenbar stärker als die geringe Rezeptorbesetzung, so dass es zu einer Aktivierung der postsynaptischen Rezeptoren kommt. Pimozid wirkt zudem als FIASMA (funktioneller Hemmer der sauren Sphingomyelinase).
Pimozid wirkt gegen Halluzinationen und Wahnideen ohne zu dämpfen.

### Toxikologie
Akute toxikologische Wirkungen von Pimozid betreffen vorwiegend das zentrale Nervensystem und das Herz-Kreislaufsystem.

## Chemische Informationen
Pimozid gehört zur Stoffgruppe der Diphenylbutylpiperidine.